# Franz Ludwig Schenk Graf von Stauffenberg
Franz Ludwig Schenk Graf von Stauffenberg (* 4. Mai 1938 in Bamberg) ist ein deutscher Rechtsanwalt und Politiker (CSU). Er war von 1972 bis 1984 Mitglied des Bundestages und dort im Arbeit- und Sozialausschuss sowie im auswärtigen Ausschuss tätig. Von 1984 bis 1992 war er Mitglied des Europäischen Parlaments, dort ab 1989 Vorsitzender des Rechtsausschusses.

## Leben
Franz Ludwig Schenk Graf von Stauffenberg ist der dritte Sohn von Claus Schenk Graf von Stauffenberg und dessen Frau Nina. Nach dem missglückten Attentat seines Vaters auf Adolf Hitler am 20. Juli 1944 wurde er in das Kinderheim im Borntal in Bad Sachsa verbracht und erhielt den Nachnamen „Meister“. Seine Mutter, seine zwei älteren Brüder und die jüngere Schwester Valerie sowie andere Familienangehörige wurden ebenfalls in „Sippenhaft“ genommen.
Am 25. Mai 1965 heiratete er in Guttenberg Elisabeth Freiin von und zu Guttenberg, Tochter von Karl Theodor zu Guttenberg.
Nach Stauffenbergs Niederlegung des Mandats als CSU-Europaabgeordneter war er Geschäftsführer der BVVG Bodenverwertungs- und -verwaltungs GmbH für die Privatisierung der ehemals volkseigenen land- und forstwirtschaftlichen Flächen in den neuen Bundesländern. Der Verkauf gestaltete sich schwierig, da angeblich der Wert des ehemaligen Volkswalds der DDR im Schnitt unter dem Wert des West-Waldes lag, was mit den sandigen Böden und der Ausbeutung der Wälder während des Realsozialismus zusammenhing.
Im Zusammenhang mit dem Gedenken zum 50. Jahrestag des 20. Juli im Jahr 1994 forderte er, dass Mitglieder des Nationalkomitees Freies Deutschland und Kommunisten, die sich aus der Sowjetunion gegen den Nationalsozialismus gewandt hatten, nicht gemeinsam mit seinem Vater geehrt werden sollten, auch weil sie ebenfalls eine totalitäre Diktatur angestrebt hätten. Er erhielt für diese Forderung prominente Unterstützung, unter anderen vom damaligen Bundesverteidigungsminister Volker Rühe (CDU).
Franz Ludwig Schenk Graf von Stauffenberg lebt im Schloss Kirchlauter.

## Auszeichnungen
- 1982: Bundesverdienstkreuz am Bande
- 1983: Großes Goldenes Ehrenzeichen für Verdienste um die Republik Österreich
- 1984: Bayerischer Verdienstorden